# Natalia Gavrilița
Natalia Gavrilița (n. Catrinescu, 21 septembrie 1977, Mălăiești, RSS Moldovenească, URSS) este o economistă și politiciană moldoveană. A deținut funcțiile de prim-ministru al Republicii Moldova în perioada 6 august 2021 – 16 februarie 2023 (Guvernul Natalia Gavrilița) și ministru al finanțelor în perioada 8 iunie – 14 noiembrie 2019 (în Guvernul Maia Sandu). A mai deținut funcțiile de vicepreședinte al Partidului Acțiune și Solidaritate (PAS) și de deputat în Parlamentul Republicii Moldova în legislatura a XI-a.

## Studii
În perioada 1995 – 2000 Natalia Gavrilița a urmat studiile de Licență la Universitatea de Stat din Moldova, este licențiată în Drept Internațional. În 2003 a urmat bursa academică Edmund S. Muskie. Natalia Gavrilița are o diplomă de masterat în Politici Publice la Școala de Guvernare J. F. Kennedy al Universității Harvard.

## Carieră profesională
În perioada 2007 – 2009, Gavrilița a activat în cadrul Ministerul Economiei și Comerțului din Republica Moldova, în calitate de Șef al Departamentului pentru Prognoze Economice și Programe de Dezvoltare și Șef al Direcției Coordonare a politicilor și asistenței externe în cadrul aparatului Guvernului. 
În perioada 2009 – 2013, Gavrilița a lucrat pentru organizația Oxford Policy Management în Marea Britanie în calitate de consultant superior și, ulterior, în calitate de Manager de portofoliu pe metode de evaluare. 
În perioada 2013 – 2015 a fost Secretar de Stat și Șef de Cabinet în cadrul Ministerului Educației, condus în acea perioadă de Maia Sandu. De asemenea, a exercitat rolul de Director Executiv al Proiectului Reforma în Educație al Băncii Mondiale. 
Din 2015 până în 2019 a fost Director al Fondului Global pentru Inovare unde a gestionat un portofoliu de 11 proiecte cu un buget de aproximativ 13,5 milioane de dolari și a condus procesul de selectare, analiză, contractare și administrare a proiectelor de investiții în inovații pentru țările in dezvoltare . 

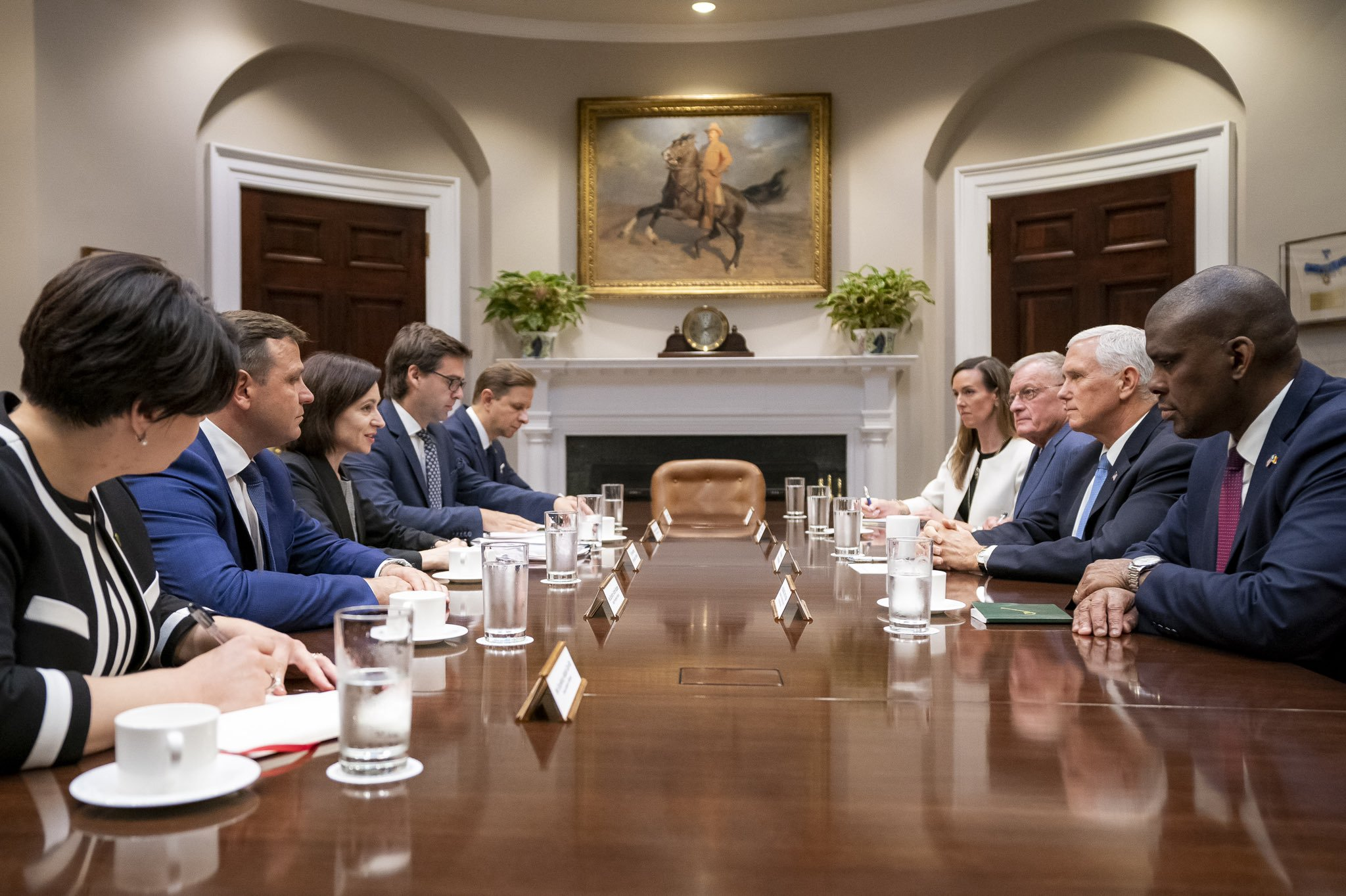
Natalia Gavrilița (extrema stângă) a făcut parte din delegația Guvernului Republicii Moldova care s-a întâlnit cu vice-președintele SUA, Mike Pence, în 2019

În 2019 a fost ministru al finanțelor în cadrul Guvernului Sandu unde s-a remarcat prin mobilizarea suportului bugetar în volum de circa 100 milioane dolari SUA, restabilirea relațiilor și reluarea suportului bugetar cu FMI și Uniunea Europeană. În cadrul Guvernului, a elaborat Bugetul Solidarității în care erau prevăzute majorări de salarii pentru anumite categorii de angajați, ajutor pentru nevoiași, creșterea alocațiilor și indemnizațiilor .
În 2021 a fost înaintată de către Președintele Republicii Moldova în calitate de candidat la funcția de Prim-ministru al Republicii Moldova, iar coaliția PSRM-Șor a respins candidatura Nataliei Gavrilița și echipa de miniștri . 
Ca urmare a alegerilor parlamentare anticipate din 11 iulie 2021, Natalia Gavrilița a fost aleasă în calitate de deputat în Parlamentul Republicii Moldova pe lista PAS . La data de 6 august 2021, a fost votată în funcția de prim-ministră a Republicii Moldova, susținând o garnitură guvernamentală și un program guvernamental votat de 61 de deputați (din totalul de 101). 
Pe 10 februarie 2023 Natalia Gavrilița și-a dat demisia din funcția de prim-ministru.

## Guvernul Gavrilița
Natalia Gavrilița și-a început activitatea ca prim-ministru la data de 6 august 2021. Cabinetul său este format majoritar de membri independenți din punct de vedere politic, doar câteva ministere fiind ocupate de membri de partid ai PAS. La momentul votării listei de miniștri a fost votat și programul guvernamental, acesta fiind intitulat „Moldova vremurilor bune”, aluzie la sloganele de campanie utilizate de PAS în ultimele campanii electorale (ex: "E vremea oamenilor buni", "Pornim vremurile bune") și conține 45 de pagini.

### Criza gazelor naturale
Contractul cu Gazprom pe care Republica Moldova îl avea a expirat la 1 octombrie 2021. Cu toate acestea, ambele părți au stabilit prelungirea contractului pentru încă 30 de zile. Gazprom a livrat gaze în cantități de 3 ori mai mici, la prețuri și de 790 de dolari la mia de metri cub, comparativ cu prețul de 550 de dolari cu o lună în urmă. Comparativ cu anul trecut, Republica Moldova achita costuri de 5 ori mai mari. Guvernul de la Chișinău a operat diverse măsuri de avarie, incluzând pornirea sistemelor de încălzire pe păcură. În acest timp, negocierile cu Federația Rusă au continuat, însă în paralel Republica Moldova a avut și discuții cu alte țări, inclusiv România. Moldova a intrat în stare de urgență pe seama crizei energetice pentru 30 de zile, începând cu 22 octombrie. Președintele Republicii Moldova, Maia Sandu, a discutat personal cu Dmitri Kozak privind problema gazelor.  Vice prim-ministrul Republicii Moldova și ministrul Infrastructurii și Dezvoltării Regionale al Republicii Moldova, Andrei Spînu, a reușit să ajungă la un consens cu Federația Rusă, în avantajul Republicii Moldova. Noul contract are o durată de 5 ani și include prețul cerut de Guvernul de la Chișinău. De asemenea, în ceea ce privește chestiunea achitării datoriilor, Spînu a declarat că Rusia a fost de acord ca un audit independent să stabilească circumstanțele în 2022.
Fostul consilier prezidențial al României de pe vremea președintelui Traian Băsescu, Cristian Hruțuc, a catalogat acordul cu Gazprom drept o victorie a noii guvernări pro-europene de la Chișinău, clauzele favorizând interesele Republicii Moldova.

## Viață personală
Natalia Gavrilița a fost căsătorită cu Vladimir Gavrilița, consilier în cadrul corpului de control a prim-ministrului Republicii Moldova, în perioada în care Maia Sandu a fost premier. Aceștia au divorțat în iunie 2021.
Bunicul acesteia, Trifon Catrinescu, a luptat în Armata Roșie în cel de-al doilea război mondial, fiind decorat cu Medalia pentru victoria asupra Germaniei în Marele Război pentru Apărarea Patriei 1941-1945.

## Controverse
În cadrul unei emisiuni TV, istoricul și politicianul unionist Octavian Țîcu a criticat-o pe Natalia Gavrilița, deoarece aceasta susține statalitatea moldovenească, deși are și cetățenie română. În replică, aceasta a spus că nu își mai amintește ce conține jurământul pentru cetățenie, că nu este unionistă și că vrea ca toți moldovenii, indiferent de cetățenie, să trăiască bine în țara lor: Moldova. Țîcu a catalogat-o drept oportunistă.
În timpul campaniei electorale pentru alegerile din 2021, Gavrilița a apărut într-un clip în limba rusă, în care promova conceptul de "popor moldovenesc". Ziarul Timpul de dimineață a acuzat-o de moldovenism.